# Nyssodrysternum serpentinum
Nyssodrysternum serpentinum es una especie de escarabajo longicornio del género Nyssodrysternum, tribu Acanthocinini, subfamilia Lamiinae. Fue descrita científicamente por Erichson en 1847.

## Descripción
Mide 6,36-11 milímetros de longitud.

## Distribución
Se distribuye por Bolivia, Brasil, Colombia, Costa Rica, Ecuador, Guatemala, Guyana, Guayana Francesa, Honduras, México, Nicaragua, Panamá, Perú y Venezuela.